# Neukirchen am Inn

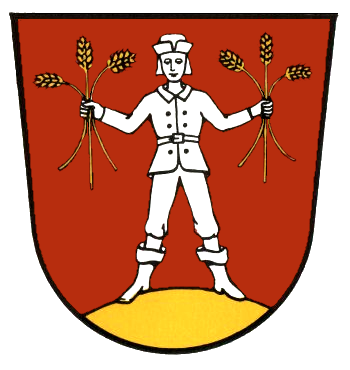
Ehemaliges Wappen

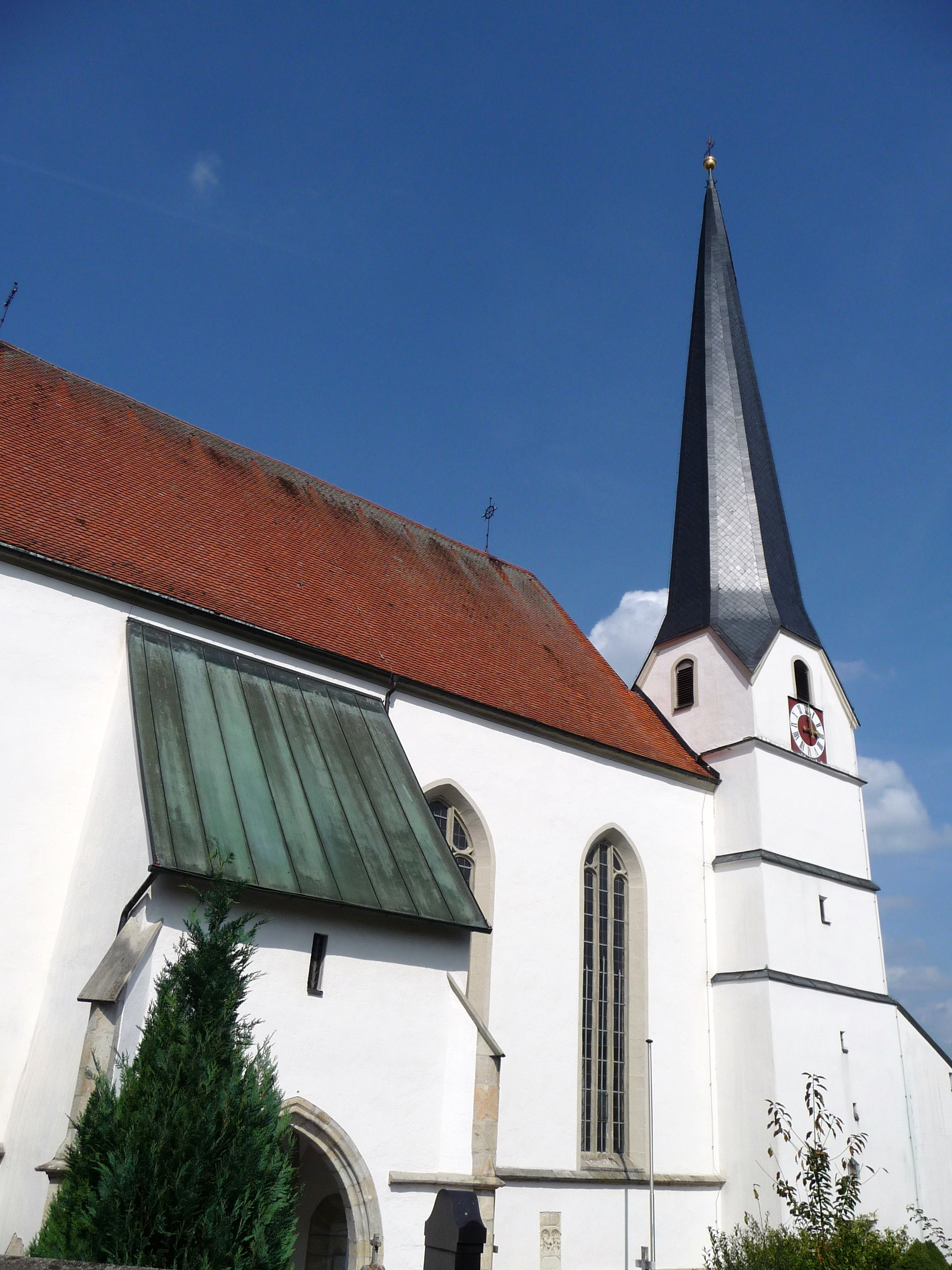
Die katholische Pfarrkirche
St. Johannes der Täufer

Neukirchen am Inn ist ein Pfarrdorf und die größte Ortschaft in der Gemeinde Neuburg am Inn im niederbayerischen Landkreis Passau. Hier befindet sich auch das Rathaus der Gemeinde.
Der Ort liegt etwa zehn Kilometer südwestlich von Passau auf einem Höhenrücken zwischen Donau und Inn. Die Gegend gehörte zur Grafschaft Neuburg. Der um das Jahr 1140 verstorbene Passauer Dompropst Gumpold von Porenhaim vermachte sein hier gelegenes Gut Sconave (Schonawe, Schönau) dem Kloster Vornbach. Die dazugehörige 1144 urkundlich erwähnte Kapelle wurde am 16. Mai 1189 zur Filialkirche erhoben.

## Geschichte
Abt Marquard ließ 1297 einen Neubau errichten, von dem heute noch der Turm steht. Die Kirche wurde 1363 geweiht. Seit diesem Neubau taucht auch der Name Niuchirchen in foresto auf.
1488 wurde unter Abt Leonhard von Vornbach die Kirche ganz neu und viel größer erbaut. Da von der alten, kleineren Kirche der Turm belassen wurde, erhielt das Bauwerk ein eigenartig gedrungenes Äußeres.
1517 bekam die Grafschaft Neuburg das Schutzrecht über den Ort mit der Bedingung, dass im Dorf an allen gebotenen Feiertagen eine hl. Messe gelesen werden müsse. 1785 erhielt Neukirchen einen eigenen Vikar. Nach Aufhebung des Klosters Vornbach 1803 und der Auflösung der Grafschaft Neuburg 1803/1804 gehörte Neukirchen endgültig seit 1806 zu Bayern und wurde im selben Jahr zur Pfarrei erhoben.
Am 15. August 1882 gründete man die örtliche Freiwillige Feuerwehr, am 5. Juni 1921 wurde das Kriegerdenkmal eingeweiht, am 1. November 1928 das neue Leichenhaus. Der S.V. Neukirchen/Inn e.V. entstand 1953. Am 4. Juli 1954 weihte Pfarrer Haydn das nach dem Zweiten Weltkrieg umgestaltete Kriegerdenkmal neu.
Im Zuge der Gebietsreform in Bayern wurden am 1. Januar 1972 die Gemeinden Neukirchen am Inn (1719 Einwohner), Neuburg am Inn (1078 Einwohner), ein Großteil der Gemeinde Eglsee und der Weiler Niederreisching aus der ehemaligen Gemeinde Engertsham (zusammen 279 Einwohner) zur Gemeinde Neuburg am Inn mit Sitz in Neukirchen zusammengeschlossen. Am 24. November 1993 erhielt Neukirchen einen Kindergarten, am 23. November 1994 wurde das neue Pfarrheim eingeweiht.
Die spätgotische Pfarrkirche St. Johannes der Täufer besitzt eine moderne Ausstattung mit gotischen und barocken Figuren.

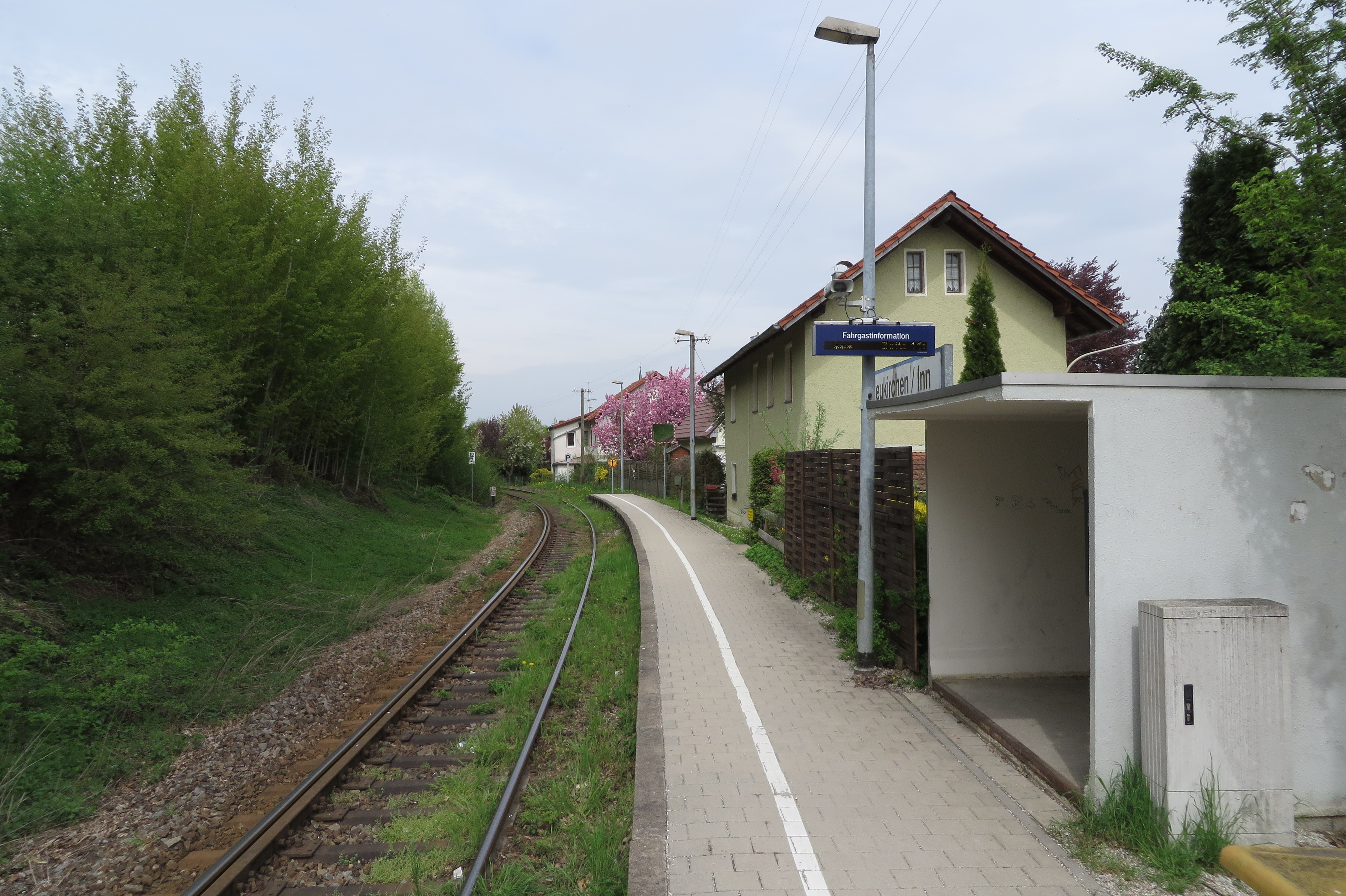
Bahnhaltepunkt Neukirchen/Inn

## Verkehr
Mit dem Auto ist der Ort von Passau aus über eine Kreisstraße zu erreichen, welche von der Staatsstraße 2618 abzweigt. Von Fürstenzell aus kann der Ort über den Fürstenzeller Ortsteil Aspertsham oder über den Neuburger Gemeindeteil Kurzeichet erreicht werden. Der Bahnhaltepunkt Neukirchen (Inn) liegt an der Bahnstrecke Passau–Neumarkt-Sankt Veit und wird sowohl in Richtung Passau Hbf als auch in Richtung Pocking, Pfarrkirchen und Mühldorf am Inn stündlich einmal von Regionalzügen bedient.